# 2009 au Turkménistan
Cet article présente les faits marquants de l'année 2009 au Turkménistan.

## Évènements
- Jeudi 9 février 2009 : Dans la nuit de mercredi à jeudi, une explosion au kilomètre 487 endommage le gazoduc qui achemine le gaz turkmène vers la Russie pour l'Europe. Selon Gazprom, cette interruption n'aura « pas d'impact » sur les livraisons aux clients européens, « la partie turkmène examine les possibilités de réparer rapidement cet accident, ainsi que celles de livrer du gaz à travers des tubes non utilisés du gazoduc "Asie centrale-Centre" ».

- Mercredi 24 juin 2009 : Le président Gourbangouly Berdymoukhamedov et le vice-premier ministre chinois Li Keqiang ont signé un accord sur l'octroi d'un crédit de 4 milliards de dollars pour investir dans le secteur gazier. Le prêt est octroyé par la Banque de développement de Chine au groupe gazier Turkmengaz. Un autre accord a également signé pour la livraison supplémentaire de 10 milliards de mètres cubes de gaz turkmène via la gazoduc reliant les deux pays et qui doit être achevé d'ici la fin 2009. Ce gazoduc long de 7 000 kilomètres pourra acheminer vers la Chine 40 milliards de mètres cubes par an.